# Words & Music (James Marsters)
Words & Music è un DVD live pubblicato dal cantante e chitarrista rock, nonché attore, James Marsters nel 2007. Il video contiene tracce tratte dal suo precedente album Civilized Man, tracce composte con il suo ex-gruppo Ghost of the Robot ma anche delle nuove canzoni suonate per ora solo dal vivo, come Birth of the Blues, Up On Me, Button Down Vandals e altre.

## Tracce
1. Birth of the Blues
2. Everyman thinks God is on his side
3. This Town
4. All That She Wanted
5. No Promises
6. Up On Me
7. London City
8. Long Time
9. Angel
10. Poor Robyn
11. Finer Than Gold
12. Smile
13. Lou
14. For What I Need
15. Dangerous
16. Bad
17. Civilized Man
18. Button Down Vandals
19. Goodbye

## Formazione
- James Marsters - chitarra, voce